# Ломиковский, Василий Яковлевич
Василий Яковлевич Ломиковский (15 января 1777, с. Мелюшки, Полтавская губерния — около 1848) — историк, этнограф, лесовод, агроном, пионер полезащитного лесоразведения Российской империи XIX века.

## Биография
Потомок генерального обозного Ивана Ломиковского, сторонника гетмана Мазепы. Праправнук гетмана Даниила Апостола.
Окончил Шляхетский кадетский корпус в Москве. Затем служил на военной службе. В самом начале XIX века в чине штабс-капитана вышел в отставку и в 1809 г. поселился в своем миргородском хуторе Трудолюбе Полтавской губернии.

## Историко-этнографическая деятельность
В. Я. Ломиковский — известный исследователь украинской старины. Занимался сбором рукописных малорусских летописей, книг, разного рода актов, обширными выписками из книг и рукописей и пр. По-видимому, Ломиковский собирался написать малороссийскую (украинскую) историю, хотя из-за неподготовленности его к научно-литературной работе намерение это не было осуществлено.
Из всех его трудов самостоятельным и оконченным является только небольшой «Словарь малорусской старины», напечатанный в 1894 г. в «Киевской Старине» (кн. 7). Несмотря на свою неполноту, представляет и сейчас большую ценность, так как была подготовлена на основании личным воспоминаниям и справок и по преданиям современников и живых людей. В научный обиход исследователей малорусской старины труд этот внес немало существенных пояснений о предметах, о которых имелись лишь незначительные сведения, как, напр., слова: казус, канцелярия, компромисс и др.
Кроме того, одним из первых его трудов была «Запись малороссийских дум в 1803—1805 годах», в числе которых думы и песни:
- Три брата в плену в Азове;
- Козак Иван Коновченко из гор. Черкасс;
- Пирятинский попович Алексей;
- Федор Безродной;
- Три брата Самарские;
- Атаман Матяш старый;
- Козак прощается с сестрами;
- Брат да сестра;
- Кишка Самыйло;
- Иванец богославец гетман Запорожский;
- Вдова в городе Чечельнице (в Польше);
- Дворянская жена;
- Чечетка;
- Попадья;
- Разговор Днепра с Дунаем;
- Вдова Сирка Ивана и др.

Все думы, записанные Ломиковским, напечатаны в труде И. Житецкого «Мысли о народных малорусских думах» (Киев, 1893).
Другим заметным трудом Ломиковского является перевод с французского исторического труда Шерера «Annales de la Petite Russie» (СПб., 1788). В архивах историка была найдена рукопись под заглавием «О первобытных жителях Малороссии обоих берегов Днепра и берегов Чёрного и Азовского морей» и отрывок из дневника («Киевская Старина», 1895, ноябрь), свидетельствующий о несомненном литературном таланте автора.
В. Ломиковский собирал «Запасы для малороссийской истории», но помехой в этом стало знакомство с И. Р. Мартосом, который увлек его в мистику. Рукописи Ломиковского сохранены А. М. Лазаревским и переданы им в библиотеку Киевского университета.
Умер Ломиковский бездетным около 1848 года.

## Агролесоводческая деятельность
Более значительный вклад в историю страны В. Я. Ломиковский внес в области разведения лесных и садовых деревьев, что было основным его занятием во время жизни на хуторе. Им впервые были посажены ветроломные полезащитные полосы.
В 1837 г. В. Я. Ломиковский опубликовал итог своих работ в виде практического руководства под названием «Разведение леса в сельце Трудолюбе». За этот труд он получил золотую медаль от «Общества для поощрения лесного хозяйства». В работе обобщены итоги наблюдений влияния лесных полос на урожайность сельскохозяйственных культур, приведен детальный анализ агротехники разведения многих древесных пород, изложены правила пересадки молодых деревьев. Своё хозяйство В. Я. Ломиковский называл «древопольным», так как совмещал на одной и той же площади выращивание сельскохозяйственных культур с посадками лесонасаждений.
Основным правилом сформированным в трудах В. Ломиковского было:

«Растительная природа требует, чтобы с нею обращались не иначе, как согласно с собственными её законами, а не произвольно».